# NGC 7840
NGC 7840 este o galaxie spirală nebarată din constelația Peștii.
Este ultimul obiect listat de New General Catalogue.